# Louplande
Louplande – miejscowość i gmina we Francji, w regionie Kraj Loary, w departamencie Sarthe.
Według danych na rok 1990 gminę zamieszkiwało 1137 osób, a gęstość zaludnienia wynosiła 62 osób/km² (wśród 1504 gmin Kraju Loary Louplande plasuje się na 522. miejscu pod względem liczby ludności, natomiast pod względem powierzchni na miejscu 624.).